# Cheiroplatys laevicollis
Cheiroplatys laevicollis är en skalbaggsart som beskrevs av Gilbert John Arrow 1937. Cheiroplatys laevicollis ingår i släktet Cheiroplatys och familjen Dynastidae. Inga underarter finns listade i Catalogue of Life.